# Гутникова, Алла Михайловна
Алла Михайловна Гутникова (род. 25 апреля 1998 года) — российская поэтесса, журналистка и правозащитница. 

## Биография
Алла Гутникова жила в Москве. Была студенткой НИУ ВШЭ, редактором журнала DOXA.
В апреле 2021 года российская полиция провела обыски в офисе журнала, а также в квартирах нескольких семей редакторов. Четырем редакторам журнала, Армену Арамяну, Наталье Тышкевич, Владимиру Метёлкину и Алле Гутниковой, Следственный комитет России предъявил обвинения в привлечении несовершеннолетних к участию в противоправной деятельности. Правозащитные организации выразили обеспокоенность арестами, заявив, что они были произведены в попытке подавить свободу прессы в России.
Четверо обвинялись в совершении преступления УК РФ (вовлечение группой лиц из двух и более несовершеннолетних в совершение действий, представляющих опасность для жизни несовершеннолетних в информационно-телекоммуникационных сетях (в том числе в сети Интернет), до 3 лет лишения свободы), в связи с публикацией видеообращения солидарности со школьниками и студентами оппозиционных взглядов перед митингами 23 января 2021 года. 14 апреля 2021 года была официально избрана мера пресечения в виде запрета на определенные действия, фактически поместившая Гутникову под домашний арест.
12 апреля 2022 года Гутникова и её коллеги-редакторы были приговорены к двум годам исправительных работ.
10 августа 2022 года Армен Арамян сообщил, что все подозреваемые по делу DOXA, в том числе Алла Гутникова, покинули Россию и находятся в безопасности.

## Фильмография
- 2007: Дюймовочка в образе эльфа (режиссер Леонид Нечаев)